# Bujumbura Mairie
Bujumbura Mairie is een van de achttien en de hoofdstedelijke provincie van Burundi. De provincie werd gecreëerd in 1998 toen de voormalige provincie Bujumbura werd opgedeeld in Bujumbura Mairie en Bujumbura Rural. De provincie heeft een oppervlakte van 127 vierkante kilometer en had in 2021 ongeveer 1.225.000 inwoners.

## Grenzen
De provincie Bujumbura Mairie ligt in het westen van het land tegen de grens met de provincie Zuid-Kivu van buurland de Democratische Republiek Congo.
Verder wordt de provincie volledige omgeven door de provincie Bujumbura Rural.

## Communes
De provincie bestaat sinds 2014 uit drie gemeenten:
- Muha (administratieve entiteiten: hoofdplaats Kanyosha; Kinindo, Musaga)
- Muzaka (administratieve entiteiten: hoofdplaats Rohero; Buyenzi, Bwiza, Nyakabiga)
- Ntahangwa (administratieve entiteiten: hoofdplaats Kamenge; Buterere, Cibitoke, Gihosha, Kinama, Ngagara).

Bubanza · Bujumbura Mairie · Bujumbura Rural · Bururi · Cankuzo · Cibitoke · Gitega · Karuzi · Kayanza · Kirundo · Makamba · Muramvya · Muyinga · Mwaro · Ngozi · Rumonge · Rutana · Ruyigi